# Oostelijke Bedummerpolder
De Oostelijke Bedummerpolder is een voormalig waterschap in de provincie Groningen. De huidige spelling is: Oostelijke Bedumerpolder.
De polder lag ten oosten van Bedum tussen het Boterdiep en het Kardingermaar. De noordgrens kwam overeen met de Noordelijke Wolddijk en de zuidgrens lag even ten noorden van Zuidwolde.
Het polder had een molen aan het Kardingermaar, de Krimstermolen genaamd (in 1977 herbouwd bij het Boterdiep) en een stoomgemaal, die net ten noorden van Bedum zijn water uitsloeg op het Boterdiep (de opstal van het gemaal is nog aanwezig). De belangrijkster watergangen waren: het Ter Laanstermaar, het Oudedijkstermaar, de Petsloot, de Witsenborgertocht en het Sikkemaar. 
Waterstaatkundig gezien ligt het gebied sinds 1995 binnen dat van het waterschap Noorderzijlvest.

## Foto's

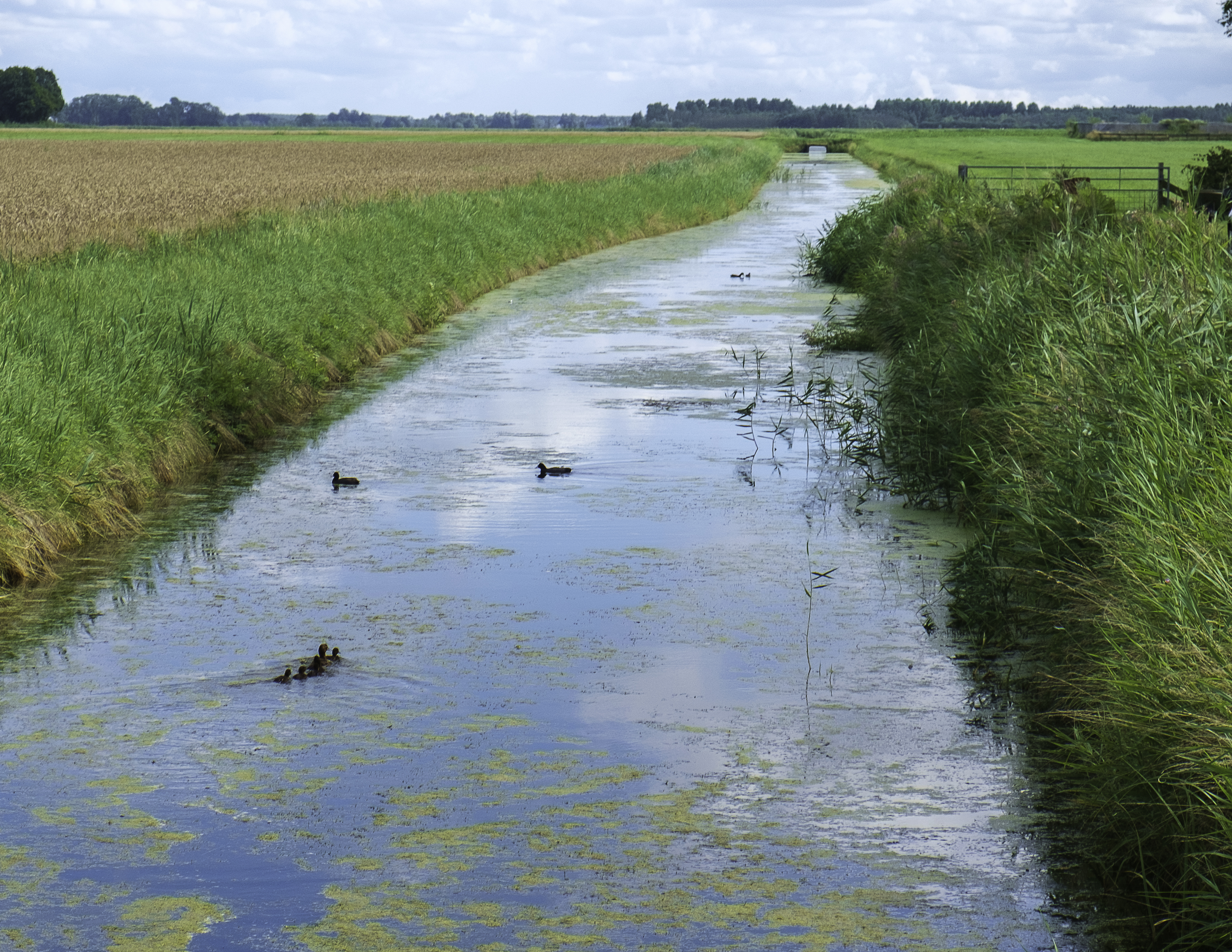
Sikkemaar bij Ellerhuizen naar het zuiden gezien
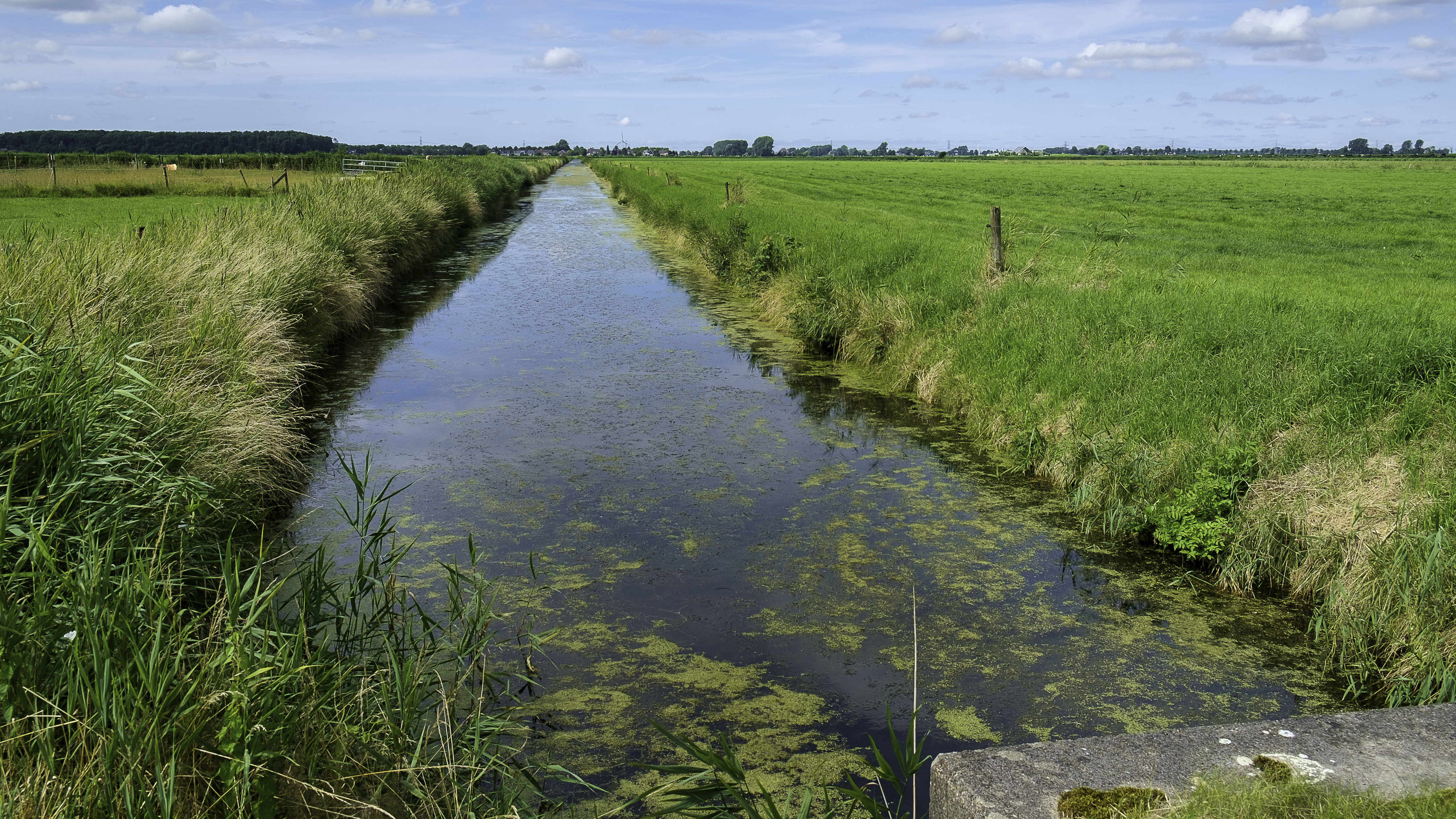
Sikkemaar naar het noorden gezien